# Слотта, Карл
Карл Генрих Слотта (12 мая 1895, Бреслау, Германия — 17 июля 1987, Корал-Гейблс, Флорида) — немецкий и американский биохимик, который открыл прогестерон и установил его связь с овуляцией, что дало толчок к разработке противозачаточных таблеток.

## Жизнь
Слотта принимал участие в Первой мировой войне. После войны он начал свои исследования гормонов в химическом институте в Бреслау (Германия) под руководством профессора Людвига Френкеля. Слотта получил степень доктора философии по химии в Университет Бреслау в 1923 году, где он обнаружил, что метформин уменьшает концентрацию глюкозы в крови у кроликов Он продолжил аспирантскую работу в университете под руководством профессора Френкеля.
В 1933 году Слотта был первым, или одним из первых, кто выделил и идентифицировал прогестерон (за это право соревнуются четыре отдельные научно-исследовательские лаборатории).
В 1934 году он предложил правильную структурную формулу для гормона. Работая в Институте химии Университета Вены, Слотта синтезировал соединения, аналогичные растительному экстракту из французской сирени, которая используется для лечения симптомов диабета. Синтетические препараты оказались менее токсичными и более мощными, чем предыдущие растительные продукты.
В 1935 году Слотта был назначен профессором химии, но во время подъёма национал-социалистического режима был уволен с занимаемой должности, став одним из легиона немецких ученых, «перемещенных» нацистами. Вследствие эскалации преследования в 1935 году он покинул Германию со своей семьей и переехал на жительство в Бразилию. В Бразилии Слотта работал сначала в области химии кофе, из которой с помощью бобового масла он экстрактировал вещество, названное им «кафестол», которое имело эстрогенные свойства. В результате европейские фармацевтические компании стремились дублировать эту работу, в надежде создать стероидный половой гормон из такого распространенного и недорогого сырья. Хотя проект оказался неудачным, Слотта был отмечен и приглашен в Институт Бутантан — бразильский биомедицинский исследовательский центр в Сан-Паулу, который принадлежал Государственному департаменту охраны здоровья и был расположен неподалеку от кампуса Университета Сан-Паулу. В 1935 году он был назначен директором этого химического института. В первую очередь институт занимался производством противоядия для лечения местных фермеров. Однако впоследствии Институт провел ряд фундаментальных и прикладных биомедицинских исследований во многих областях, в том числе в области молекулярной биологии, иммунологии и эпидемиологии.
Слотта изучал медицинские применения змеиного яда. В 1938 году Слотта и его зять Хайнц Френкель-Конрат выделили кротоксин из яда гремучей змеи, первый змеиный токсин, был выделен в кристаллической форме. Их исследования свидетельствуют о том, что токсичность кротоксина была вызвана его разрушающим воздействием на уровень нервов. Впоследствии он стал одним из основателей биофармацевтической компании.
3 мая 1948 Слотта отправился из порта Сантус (Бразилия) на борту теплохода «S. S. Аргентина» и прибыл в Нью-Йорк 17 мая 1948 года вместе со своей женой Майей и дочерью. Дальнейшую свою судьбу они связали с Беркли, штат Калифорния, куда ранее переехал на постоянное жительство брат Майи Хайнц.
После переезда в Майами со своей семьей в 1956 году Слотта безуспешно искал способ лечения полиомиелита с помощью змеиного яда
Слотта выделяет наиболее основной полипептид из яда кобры, известный как прямой литичный фактор, и с Джеймсом Возрасте определили его как кардиотоксин.
В 1956 году Слотта был назначен профессором исследований биохимии в Университете Майами, штат Флорида.
30 марта 1961 года Слотта стал натурализованным гражданином США.
Он обнаружил женский гормон прогестерон, а также его связь с овуляцией. Его исследования по прогестерона привела к развитию противозачаточных таблеток

## Семья
16 июля 1927 Карл Слотта женился на Майе Френкель, докторе философии, дочери профессора Людвига Френкеля (1870—1951 гг.) и Лили Конрат, в Бреслау, Германия.
Людвиг Френкель был известным врачом-гинекологом и медицинским исследователем в Бреслау, Германия. Дочь Френкеля, Майя, была экономистом, талантливой пианисткой, автором статьи, опубликованной в 1928 г под названием «Zur Frage der psychotechnischen Eignungsprüfung für den Chemikerberuf» («К вопросу о психотехнических способностях в профессии химика»).
Пара познакомилась благодаря работе Слотты с профессором Френкелем.
Майя до замужества работала на Психотехническом Институте в Бреслау (Psychotechnisches Institute beim Berufsami der Stadt Breslau). Её собственная карьера как исследователя была в значительной степени запущена после рождения двух детей.
После иммиграции в США, в 1956 году она была одной из первых организаторов медицинского факультета Жены медицинского фонда кредитования студентов, созданного под эгидой медицинского факультета Ассоциации Университета Майами. Предоставления средств и помощь студентам-медикам стала основным усилиям группы. Проект с тех пор вырос в успешную стипендию Фонда. Майя возобновила свои исследования после роста её детей и была соавтором исследования 1961 года по вопросу «Влияние аэропортов на экономику Юго-восточной Флориды», опубликованном Университетом Бюро Майами из деловых и экономических исследований.